# Инферия
Инферия (лат. Inferiae), инферии — жертвы подземным богам в честь умерших, как живущих в подземном мире.
У греков носили специальное название χοαί. У римлян жертвы приносились манам, позднее их сменили празднества в честь умерших — паренталии или фералии. Ритуал мог носить как частный характер, когда жертва приносилась конкретному духу, так и общий характер — почитание всех обоготворённых предков.